# David Bueso
David Bueso Guerrero (Tegucigalpa, 5 maggio 1955) è un ex calciatore honduregno, di ruolo centrocampista.